# Rasová diskriminace

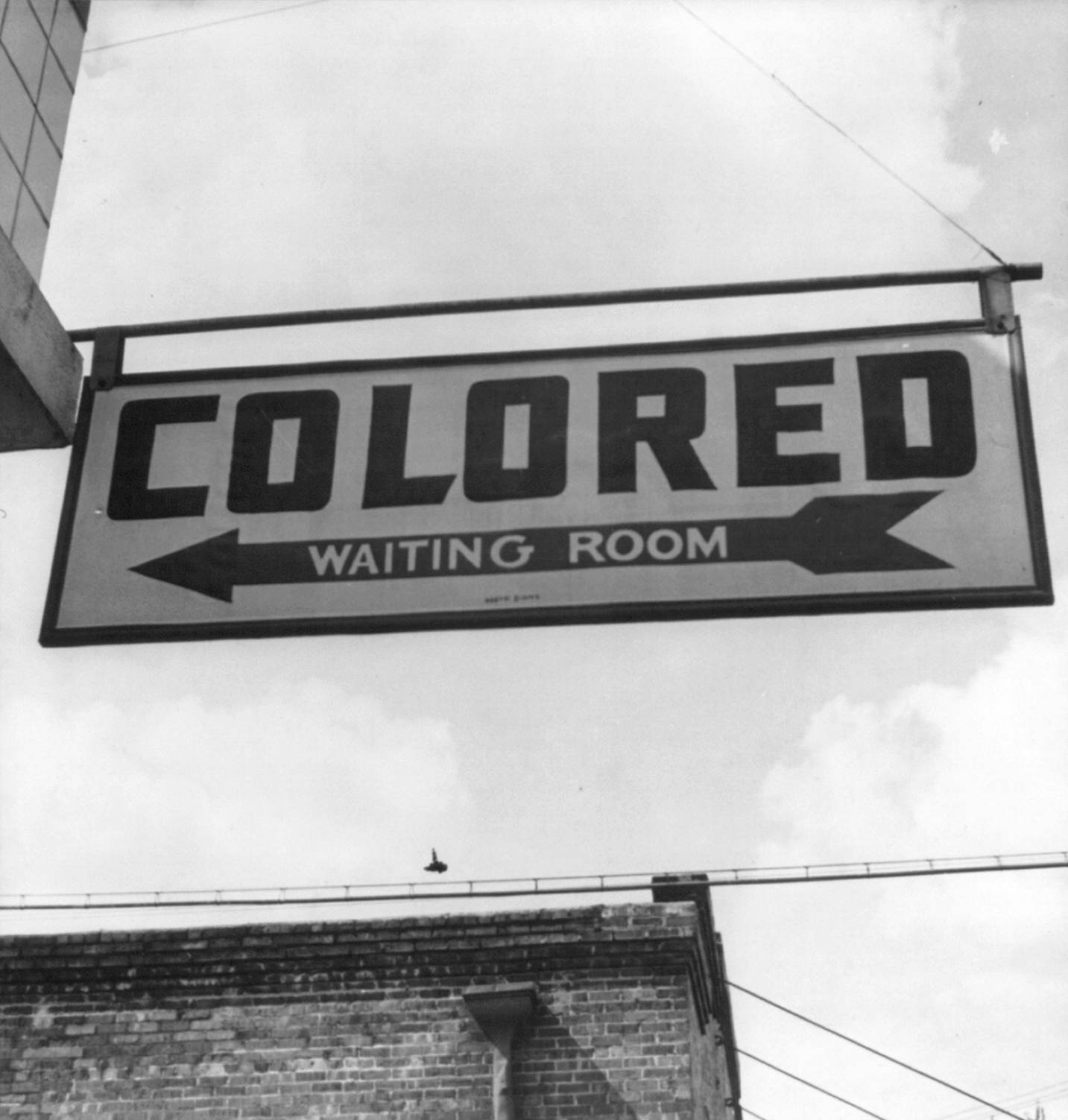
Rasová segregace, Georgia 1943 (Amerika, segregační éra)

Rasová diskriminace je jakákoliv diskriminace vůči skupinám lidí či jednotlivcům na základě rasy, barvy pleti nebo národnostního či etnického původu, která často vede k rasové a etnické nerovnosti. Následkem bývá znemožnění či omezení užívání lidských práv a svobod, a to v různých oblastech veřejného života. Rasová diskriminace se mimo jiné objevuje v politické, hospodářské, sociální a kulturní sféře.  

## Rasová diskriminace ve školství
Dle vědeckého zkoumání bylo zjištěno, že rasová diskriminace snižuje ekonomické postavení v dospělosti. Znesnadňuje totiž diskriminovaným přístup ke kvalitnímu základnímu a středoškolskému vzdělání. Také snižuje možnost přípravy na vysokoškolské vzdělání a zamezuje tak větším pracovním příležitostem.
Školy v segregovaných oblastech mají nižší úroveň vzdělávání, mají méně kvalitních učitelů, méně zdrojů a vyšší míru násilí, kriminality a chudoby.

## Rasová diskriminace v práci
Rasová diskriminace se může objevovat i v pracovním prostředí. Projevuje se například tím, že se zaměstnavatel rozhodne nepřijmout zájemce o práci na základě rasy bez podání jiného odůvodnění, nebo povýší méně kvalifikovaného pracovníka na úkor kvalifikovanějšího zaměstnance jiné rasy.

## Rasová diskriminace ve zdravotnictví
Rasová diskriminace se projevuje i ve zdravotnictví. Výsledky studií popisují tento trend ve Spojených státech amerických, Velké Británii a na Novém Zélandu.
Výzkumy ze Spojených států amerických poukazují na rozdíly ve zdravotní péči mezi bělošským obyvatelstvem a rasovými a etnickými menšinami. Prokazatelně se to týká lidí černé rasy, asijského obyvatelstva, původních obyvatel Ameriky a Američanů latinskoamerického původu. Tyto rozdíly existují i v případě srovnatelných údajů ohledně výše věku, příjmu a zdravotního pojištění. Rasová diskriminace pochází z celkového nastavení zdravotnického systému i z předsudků a stereotypů jednotlivých pracovníků. Odráží se v přístupu k péči i v její kvalitě. U rasových a etnických menšin se častěji objevují případy nedostatečné či špatné léčby a zanedbání pacienta.
Rasová diskriminace se zároveň týká i zdravotní pomoci spojené s duševním zdravím.

## Dopady rasové diskriminace na zdraví
Jakákoliv diskriminace ovlivňuje i zdraví. Rasová diskriminace má dopady jak na zdraví fyzické, tak i duševní. Vyvolává negativní emoce a snižuje sebekontrolu. Často také vede k nezdravému životnímu stylu v podobě užívání návykových látek, kouření či alkoholu.
Jak ukázala studie, rasově diskriminované osoby často zažívají dlouhodobý stres. U černošských adolescentů ve věku 16-18 let má rasová diskriminace podíl na zdravotních problémech týkajících se zvýšené hladiny krevního tlaku, zánětu nebo BMI.
Mezi černoškami ve Spojených státech vědci zjistili, že pasivní reakce na rasismus byly spojovány s vysokým krevním tlakem. Hladina krevního tlaku u nich byla nižší v momentě, když se za sebe ženy rázně postavily, například jen tím, že si o své zkušenosti promluvily s blízkými, anebo se snažily jednat. Černošky se navíc vyrovnávají s diskriminací na základě pohlaví mnohem častěji pasivním způsobem. Aktivní způsob řešení se jeví jako nejúspěšnější způsob řešení, ačkoliv i přesto mají lidé, co diskriminaci nikdy nezažili nebo nezažívají, výrazně lepší způsob života.
To, jaký má na lidi diskriminace vliv, souvisí také s jejich kulturou. Asiaté nebo i obyvatelé Latinské Ameriky se v souladu s jejich kulturou spíše vyhýbají konfliktům a snaží se zachovávat mezilidské vztahy.